# 耶律朔古
耶律朔古（やりつ さくこ、生没年不詳）は、遼（契丹）の政治家・軍人。字は弥骨頂。

## 経歴
横帳孟父の末裔とされる。幼いころは耶律阿保機に養われた。成人すると、右皮室詳穏となった。渤海征伐に従軍し、戦功を挙げた。
天顕7年（932年）、太宗により三河烏古部都詳穏に任じられた。部民に近しく親しんだので、部民も朔古になつき、このためその任にあることが長かった。会同年間、惕隠となった。会同9年（946年）、太宗が後晋の石重貴を攻撃し、軍が滹沱河にいたると、一カ月あまりの退陣の後に渡河し、朔古は趙延寿とともに中渡橋に拠って杜重威を退却に追い込み、降伏させた。またこの年のうちに開封に入城した。
天禄元年（947年）、世宗が即位すると、朔古は太宗の喪を奉じて上京に帰還した。皇太后の起兵を助けたため、免官された。

## 伝記資料
- 『遼史』巻76 列伝第6